# Белле (округ)
Белле (фр. Belley) — округ (фр. Arrondissement) во Франции, один из округов в регионе Рона-Альпы. Департамент округа — Эн. Супрефектура — Белле.
Население округа на 2006 год составляло 88 745 человек. Плотность населения составляет 68 чел./км². Площадь округа составляет всего 1307 км².

## Состав
Округ подразделяется на 9 кантонов:
| Кантон              | Французское название   | Население, чел. (1999) | Площадь, км² | Код INSEE |
| ------------------- | ---------------------- | ---------------------- | ------------ | --------- |
| Амберьё-ан-Бюже     | Ambérieu-en-Bugey      | 18 997                 | 104,95       | 0101      |
| Белле               | Belley                 | 15 488                 | 214,16       | 0104      |
| Вирьё-ле-Гран       | Virieu-le-Grand        | 3 580                  | 105,03       | 0136      |
| Ланьё               | Lagnieu                | 17 033                 | 182,34       | 0117      |
| Люи                 | Lhuis                  | 4 496                  | 158,93       | 0118      |
| Отвиль-Ломне        | Hauteville-Lompnès     | 5 068                  | 131,12       | 0115      |
| Сейсель             | Seyssel                | 5 663                  | 100,71       | 0131      |
| Сен-Рамбер-ан-Бюже  | Saint-Rambert-en-Bugey | 4 949                  | 140,71       | 0128      |
| Шампань-ан-Вальроме | Champagne-en-Valromey  | 4 382                  | 169,32       | 0109      |